# Pollachi
Pollachi è una suddivisione dell'India, classificata come municipality, di 88.293 abitanti, situata nel distretto di Coimbatore, nello stato federato del Tamil Nadu. In base al numero di abitanti la città rientra nella classe II (da 50.000 a 99.999 persone).

## Geografia fisica
La città è situata a 10° 40' 0 N e 77° 1' 0 E e ha un'altitudine di 292 m s.l.m..

## Società

### Evoluzione demografica
Al censimento del 2001 la popolazione di Pollachi assommava a 88.293 persone, delle quali 44.329 maschi e 43.964 femmine. I bambini di età inferiore o uguale ai sei anni assommavano a 7.919, dei quali 4.029 maschi e 3.890 femmine. Infine, coloro che erano in grado di saper almeno leggere e scrivere erano 69.326, dei quali 36.756 maschi e 32.570 femmine.